# Camenta kivuensis
Camenta kivuensis är en skalbaggsart som beskrevs av Louis Burgeon 1945. Camenta kivuensis ingår i släktet Camenta och familjen Melolonthidae. Inga underarter finns listade.